# Gare de Fredersdorf
La gare de Fredersdorf est une gare ferroviaire à Fredersdorf-Vogelsdorf, à l'est de Berlin. La station se situe dans le quartier de Fredersdorf, à environ 300 m à l'est du centre-ville. Elle se trouve à 4 km à l'ouest de la gare de Neuenhagen et à 2 km à l'est de la gare de Petershagen Nord.

## Histoire
À l'ouverture de la gare le 15 septembre 1872, elle porte initialement le nom de Petershagen. Au 1er janvier 1875, elle s'appelle Fredersdorf et possède, à cause de son embranchement vers Rüdersdorf, une plateforme intermédiaire et une plateforme latérale. L'électrification sur la ligne de Prusse-Orientale n'atteint initialement que Kaulsdorf. Il y a déjà des projets d'électrification plus poussée de la ligne, mais elles ne sont pas mises en œuvre. Avec la mise en service de voies spéciales de banlieue, un nouveau quai central est construit en août 1944, qui est très étroite et découvert. Un pont en bois permet d'accéder au nouveau quai.
Fin avril 1945, le service de train est arrêté mais rouvert le 10 septembre de la même année. De nombreuses voies sur la ligne sont démantelées, car elles sont nécessaires de toute urgence pour aller à la gare d'Erkner. Le 1er septembre 1948, l'électrification du S-Bahn arrive à Fredersdorf. La gare est le terminus pendant une courte période, mais le 31 octobre 1948, elle est étendue à la ligne du S-Bahn allant à Strausberg. Le poste électrique provisoire de Neuenhagen est remplacé par un site permanent à Fredersdorf. Le trafic passagers sur l'embranchement reliant la gare de Fredersdorf à Ruedersdorf est fixé le 30 mai 1965, de sorte que l'accès à celui d'un quai latéral est superflu. Il est raccourci et remplacé en décembre 1987 par un pont en acier. En 1988, un poste d'aiguillage est installé.
De juin à décembre 2004, un nouveau pont piétonnier et trois ascenseurs sont construits pour permettre l'accès à tous à la gare.

## Service des voyageurs

### Intermodalité
Certaines lignes de bus régionales desservent la gare.